# Подушкин, Михаил Семёнович
Михаил Семёнович Подушкин (26 августа 1866 — 20 апреля 1945, Париж) — русский контр-адмирал, участник Белого движения.

## Биография
- 1885 — Поступил в службу.
- 1888 — Окончил Морской кадетский корпус.
- 12 апреля 1895 — Лейтенант.
- 1895—1896 — В заграничном плавании на крейсере «Генерал-Адмирал».
- 1896—1898 — Служил на крейсере «Вестник».
- 1900—1901 — Участвовал в боевых действиях в Китае.
- 1901 — По окончании Артиллерийского офицерского класса зачислен в артиллерийские офицеры 1-го разряда.
- Совершил три заграничные плавания, в том числе и на Дальний Восток.
- 12 декабря 1903 — Командир миноносца «Внушительный» в Порт-Артуре.
- 1 января 1904 — Капитан-лейтенант по цензу.
- 1904 — Принимал участие в обороне Порт-Артура.
- 18 мая 1904 — После гибели миноносца зачислен артиллерийским офицером на минный транспорт «Амур». Одновременно назначен заведующим технической и строевой частью береговых батарей левого фланга с подчинением лейтенанту Е. В. Клюпфелю.
- В распоряжении командира порта по заведованию береговыми батареями морских орудий.
- 1905—1906 — Старший офицер крейсера «Минин».
- 1906 — Старший офицер эскадренного броненосца «Три святителя».
- 1906—1908[1] — Командир миноносца «Звонкий».
- 1908—1912 — Командир транспорта «Прут».
- 25 марта 1912 — Капитан 1-го ранга. Переведен в Черноморский флотский экипаж.
- 1912—1916 — Командир транспорта-мастерской «Кронштадт».
- 1917 — Командир Батумского военного порта.
- В Белой армии возглавлял Черноморский флотский экипаж.
- 16 октября 1920 — Контр-адмирал.
- 1921 — Командир линейного корабля «Георгий Победоносец» в составе русской эскадры в Бизерте (корабль использовался как семейное общежитие).
- Ноябрь 1923 — Переведён в лагерь Айн-Драгам, затем в Надор. Состоял членом Комиссии по делам русских беженцев в Африке.
- Переехал во Францию, в конце 30-х годов проживал под Верденом.

Умер и похоронен в Париже.

## Награды
- Орден Святой Анны III степени (1896)
- Прусский орден Короны III степени (1902)
- Орден Святой Анны III степени «за храбрость» (20.9.1904)
- Орден Святого Станислава II степени с мечами (11.10.1904)
- Орден Святой Анны II степени с мечами (15.12.1904)
- Золотое оружие с надписью «За храбрость» (12.12.1905)
- Орден Святого Владимира IV степени с бантом за 18 успешных ежегодных компаний (1905)
- Светло-бронзовая медаль в память войны 1904—1905 годов (1906)
- Нагрудный памятный знак защитника крепости Порт-Артур (1914)
- Орден Святого Владимира III степени (6.12.1914)